# Around the World (canção de Aqua)
"Around the World" é uma canção da banda dinamarquêsa de dance-pop Aqua. Foi lançado no final de maio do ano 2000 como segundo single do álbum Aquarius. A canção atingiu o Top 20 na Dinamarca, Itália, Noruega, Espanha e Suécia. Around the World foi originalmente chamado de "Larger than Life", mas foi renomeado após a boy band americana Backstreet Boys lançar um single com o mesmo título em 1999. O grupo descreveu a música como uma "música de dança feliz com um coro enorme e enorme". O single recebeu a certificação de ouro na Suíça.

## Lista de Faixas

### Netherlands CD single
1. "Around The World" (Radio Edit) 3:28
2. "Around The World" (Sound Surfers Radio Edit) 3:39

### UK CD single (CD1)
1. "Around The World" (Radio Edit) 3:28
2. "Around The World" (Sound Surfers Club Mix) 6:05
3. "Around The World" (Dave Sears Club Mix) 7:05

### UK CD single (CD2)
1. "Around The World" (Radio Edit) 3:28
2. "Around The World" (Junior's Marathon Radio Mix) 4:42
3. "Around The World" (Rüegsegger#Wittwer Remix) 7:41

### Australian CD single
1. "Around The World" (Radio Edit) 3:28
2. "Around The World" (Sound Surfers Club Mix) 6:05
3. "Around The World" (Dave Sears Club Mix) 7:04
4. "Around The World" (Junior's Marathon Mix) 13:40
5. "Around The World" (Rüegsegger#Wittwer Remix) 7:41

### Australian digital download (10 September 2017)
1. "Around The World" 3:29
2. "Around The World" (Sound Surfers Radio Edit) 3:39
3. "Around The World" (Jonathan peters Radio Remix) 3:47
4. "Around The World" (Sound Surfers Club Mix) 6:07
5. "Around The World" (Jonathan Peters Club Mix) 7:27
6. "Around The World" (Rüegsegger#Wittwer Remix) 7:41
7. "Around The World" (Dave Sears Club Mix) 7:07
8. "Around The World" (Junior's Marathon Mix) 13:42

## Desempenho nas tabelas musicais

### Tabela musical
| Tabela musical (2000)                   | Posição de pico |
| --------------------------------------- | --------------- |
| Austrália - (ARIA)                      | 35              |
| Bélgica - (Ultratop 50 Flanders)        | 2               |
| Dinamarca - (IFPI)                      | 4               |
| Europa - (Eurochart Hot 100)            | 51              |
| Alemanha - (Official German Charts)     | 56              |
| Irlanda - (IRMA)                        | 47              |
| Países Baixos - (Single Top 100)        | 44              |
| Noruega - (VG-Lista)                    | 16              |
| Reino Unido - (Official Charts Company) | 26              |
| Suécia - (Sverigetopplistan)            | 4               |

### Chart de final de ano
| Tabela musical (2000)        | Posição de pico |
| ---------------------------- | --------------- |
| Suécia - (Sverigetopplistan) | 54              |